# Willy Keller (Theaterregisseur)
Karl Wilhelm „Willy“ Keller (Pseudonym: J. J. Sansombre; * 9. Juni 1900 in Konstanz; † 24. April 1979 in Rio de Janeiro) war ein deutscher Theaterregisseur, Journalist und Übersetzer. Als Gründer des Deutsch-Brasilianischen Kulturinstituts war Keller eine der wichtigen Personen  des deutschen Exils in Brasilien.

## Leben
Willy Keller wirkte in Deutschland seit 1921 in verschiedenen Theatern, zuletzt – von 1932 bis 1934 – als Regisseur am  Theater Osnabrück. Als Nazigegner denunziert und von der Gestapo mit der Verhaftung bedroht, floh er mit seiner Familie nach Porto Alegre, wo ein Onkel seiner Frau lebte. Er arbeitete ohne Bezahlung in der Spiegelfabrik des Onkels, während seine Frau eine schlecht bezahlte Anstellung als deutsche Handelskorrespondentin innehatte. In Porto Alegre wurde Keller auch Redakteur der von Friedrich Kniestedt herausgegebenen antifaschistischen Zeitung Die Aktion.
Nach sechs Monaten fuhr Keller mit einem Kohlendampfschiff nach Rio de Janeiro, um Arbeit bei der deutschen Filmgesellschaft Atlântida oder woanders zu suchen. In einem langen Brief, datiert mit 12. Februar 1937, schildert er seinem Freund Hans Rothe verbittert den Mangel an beruflichen Perspektiven:
„Als ich nach Brasilien kam, lebte in mir die Hoffnung, dass es hier so etwas wie eine primitive Theaterkultur oder wenigstens ein Filmindustrie geben würde. Und dass es für mich lediglich eine Frage der Zeit sein würde, um wieder in irgendeiner Form an meinen Beruf anknüpfen zu können. Weniger als Träume. Bis Brasilien nur die Voraussetzungen zu einer eigenen Theaterkultur geschaffen hat, werden Generationen in die ewigen Jagtgründe gewandert sein. Ich kann mir hier also kein Denkmal, nicht einmal eine bescheidene Lehrerposition erwerben.“
Keller zog 1936 nach São Paulo um, wo er bis 1939 als Buchhalter in einem großen Restaurant arbeitete. Da er sich weigerte, auf einem deutschen Schiff, das außerhalb der brasilianischen Hoheitsgewässer lag, sein Einverständnis mit dem Dritten Reich zu bekunden, wurde er fristlos entlassen.
„Von diesem Moment an drohte der Totalzusammenbruch für meine Familie. Wir siedelten zunächst nach Rio um im Haus meiner Schwägerin Unterkunft zu finden. Meiner Frau gelang es, Arbeit zu finden, mir nicht. Vom ersten Gehalt meiner Frau mieteten wir ein kleines Häuschen, das damals noch zu erträglichen Preisen zu haben war. Unser erster Tisch war eine umgedrehte Kiste, unsere ersten Stühle waren vier umgedrehte Kisten, unsere ersten Betten zusammengenagelte Kistenbretter. Ich besorgte in dieser Zeit den Haushalt. Diese plötzliche Rollenveränderung bekam allerdings weder mir noch meiner Frau zunächst gut. Trotzdem sind wir durch irgendeinen Zufall, den ich nicht zu erklären verstehe, über die Runden gekommen. Inzwischen sind 32 Jahre vergangen und ich habe mich mit meinem Schicksal abgefunden“, sagte er 1971 in einem Interview mit Werner Röder.
Im Jahr 1940 nahm Keller Kontakt mit der Gruppe Das andere Deutschland in Buenos Aires auf. Einige Jahre später initiierte er die politisch-publizistische Tätigkeit mit der Notgemeinschaft deutscher Antifaschisten, die in engem Kontakt mit der „argentinischen“ Gruppe sowie mit dem Zirkel um Friedrich Kniestedt in Porto Alegre stand. Parallel dazu gründete er die Notbücherei deutscher Antifaschisten, die das einzige belletristische Werk des brasilianischen Exils herausbringen sollte. Wahrscheinlich aus Geldmangel konnte er keine weiteren Werke veröffentlichen, nicht einmal seine eigenen.
Die Beschäftigung Kellers mit dem brasilianischen Theater begann schon vor dem Ende des Krieges, wobei seine Aktivität als Choreograph des Teatro Experimental do Negro Ende der 40er Jahre besonders hervorzuheben ist. Erst nach 1946 konnte Keller Theater in deutscher Sprache machen.
1957 gründete Keller das Deutsch-Brasilianische Kulturinstitut in Rio de Janeiro, das er bis 1969 leitete. Ab 1973 leitete er das Amateur-Theater Casa do Estudante do Brasil (Haus der Studenten Brasiliens). Alle diese Tätigkeiten wurden mit Preisen und Ehrungen honoriert, aber sie konnten seinen Unterhalt nicht sichern. Im Laufe der Zeit erhielt Keller viele Preise und unzählige Auszeichnungen für seine Arbeit als Theaterregisseur. Er wurde am 22. Januar 1957 Carioca Honorário, erhielt am 22. Februar 1963 vom Präsidenten der Bundesrepublik Deutschland, Heinrich Lübke, das Bundesverdienstkreuz I. Klasse, am 22. Mai 1968 die Auszeichnung Cruzeiro do Sul, offizieller Grad, und 1969 die Trophäe Estácio de Sá für gelehrte Musik.
Ein weiteres Aufgabenfeld Kellers war die Tätigkeit als Übersetzer. Er übersetzte Gedichte brasilianischer Autoren ins Deutsche und organisierte eine Werkausgabe, die in Deutschland herausgegeben wurde. Aus dieser Zeit stammen auch seine Übersetzungen von Angst von Graciliano Ramos (1997 bei Suhrkamp erschienen), seine Version von Auto da Compadecida von Ariano Suassuna und seine Übersetzungen von Pedro Bloch.
Es scheint, dass Willy Keller nie daran dachte, nach Deutschland zurückzukehren.
„In diesem Land, Brasilien, dessen Sprache ich am Anfang nie verstehen oder sprechen zu können glaubte, entdeckte ich, dass meine Heimat nicht die deutsch Erde war, die man angeblich mit den Schuhsohlen mit sich trägt, sondern die deutsche Sprache (...). Der Kampf eine Fremdsprache zu erlernen und die Muttersprache nicht zu verlernen, ist der eigentliche Inhalt meines Lebens geworden“, schrieb er in Exiltheater Rio de Janeiro.